# Coolgardie
Coolgardie ist ein kleiner Ort in Western Australia, der 558 Kilometer östlich von Perth in der Region Goldfields-Esperance liegt. Diese Stadt zählt heute etwa 850 Einwohner, sie war allerdings einmal die drittgrößte Stadt in Western Australia mit 15.000 Bewohnern nach Perth und Fremantle, als der Goldrausch Ende des 19. Jahrhunderts zahlreiche Goldschürfer dorthin brachte. Heute ist dieser Ort den meisten Bewohnern in Western Australia als Touristen- und Geisterstadt bekannt.

## Geschichte

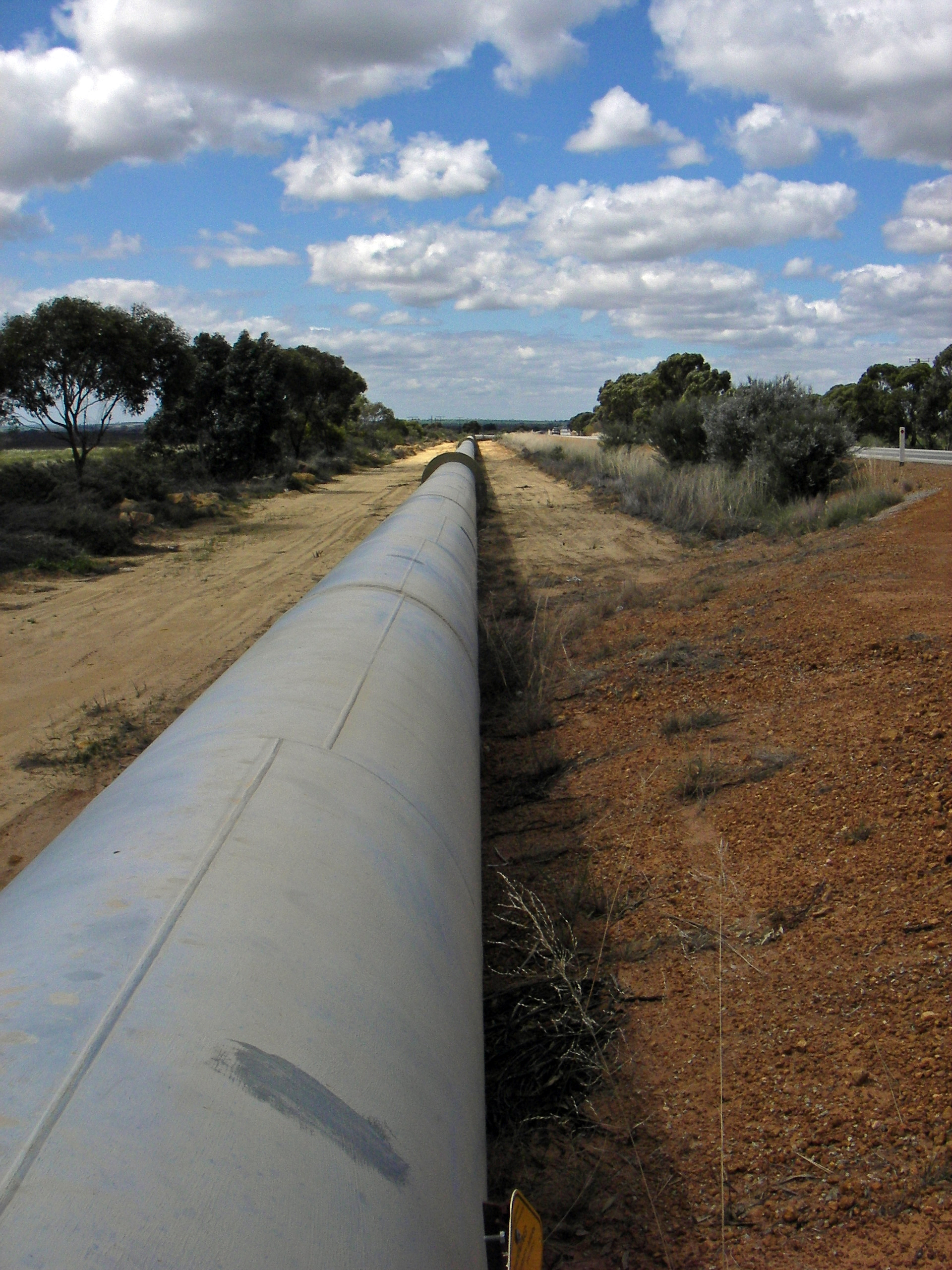
Die Golden Pipeline, die den Ort mit Wasser versorgte

Am 17. September 1892 brachte Arthur Bayley mit seinem Partner William Ford 554 Unzen Gold (15,7 kg) nach Southern Cross, das er auf dem Gebiet von Coolgardie gefunden hatte. Bereits im November waren Hunderte von Goldschürfern auf den Goldfeldern von Coolgardie und gründeten damit die Stadt. Um 1898, als sie die drittgrößte Stadt Australiens war, hatte sie eine Bevölkerung von ungefähr 15.000 Einwohnern; weitere 10.000 in der Umgebung kamen hinzu. 700 Minengesellschaften von Coolgardie waren damals an der London Stock Exchange registriert. Die Stadt hatte zahlreiche Geschäfte und war mit der Eisenbahn seit 1896 erreichbar. Der Ort hatte einen Swimmingpool, das erste öffentliche Bad in diesem Staat, viele Hotels und einige Zeitschriften. Eine ausreichende Wasserversorgung war erst im Jahre 1903 durch die Golden Pipeline möglich.
Coolgardie war für die Kolonie Western Australia in den 1890er Jahren bedeutend, weil sie es der Kolonie ermöglichte, ein australischer Bundesstaat zu werden. Die östlichen Kolonien um Coolgardie und weitere regionale Goldfelder, wie Kalgoorlie-Boulder, wollten einen neuen Staat namens Aurlia gründen, für den Fall, dass die Regierung von Perth einem Referendum über einen Bundesstaat nicht zustimmen würde. Die damalige westaustralische Regierung stimmte dem Referendum jedoch widerwillig zu. Das Referendum wurde genau in der Zeit abgehalten, als Western Australia ein Bundesstaat werden sollte. Coolgardie war zum Zeitpunkt der Wahl im Jahre 1901 das Zentrum des bundesstaatlichen Wahlkreises, der Division of Coolgardie. Bald nach der Wahl im November 1901 wurde bekanntgegeben, dass Alf Morgans zum Premierminister von Western Australia gewählt worden ist; und Albert Thomas wurde im südlichen Wahlkreis von Coolgardie gewählt.
Als das Goldvorkommen in den frühen 1900er Jahren zur Neige ging, entvölkerte sich die Stadt; dieser Trend setzte sich mit dem Ersten Weltkrieg weiter fort. Der bundesstaatliche Wahlbezirk wurde im Jahre 1913 wegen der gesunkenen Bevölkerungszahl geschlossen, denn viele der Bewohner waren an andere Orte abgewandert, an denen es größere Goldvorkommen gab. Dadurch verlor der Ort den Status einer Stadt. Diese Entwicklung setzte sich durch das 20. Jahrhundert hin fort und die Population sank auf weniger als 200 Personen; die Stadt wurde zur Geisterstadt. Ein Beispiel für die Niedergang ist, dass im März 1896 die Hauptstraße von Coolgardie durch elektrisches Licht erleuchtet war, aber im April 1924 war diese Straße lediglich noch durch vier Öllampen ausgeleuchtet. Dessen ungeachtet blieben viele der Gebäude, die entstanden waren, als die Stadtentwicklung ihren Höhepunkt erreicht hatte, erhalten, und nach einigen Jahren der Rückentwicklung gab es eine Wiedererwachen der Stadt. Grund war der Tourismus, der sich dort entwickelte und in der Stadt Arbeit schuf, wodurch die Bevölkerung leicht anstieg.

## Afghanische Kamelführer
Als sich der Goldrausch ab 1884 weiter verstärkte, wurden afghanische Kamele zur Versorgung eingesetzt, denn die Goldfelder konnten anders nicht ausreichend mit Verpflegung und Wasser versorgt werden. Im März jenes Jahres setzte sich eine Karawane von sechs Afghanen, 45 Kamelen und elf Kälbern in Bewegung, die durch die Wüste von Marree zu den Goldfeldern getrieben wurde. Alle Kamele erreichten die Goldfeldern in guter Kondition und jedes Kamel trug Lasten von 135 bis 270 Kilogramm Gewicht. Weitere 85 Kamele für Transporte nach Coolgardie erreichten per Schiff Albany im September.
Um 1898 hatte die muslimische Gemeinde in Coolgardie 300 Mitglieder und durchschnittlich 80 von ihnen kamen zur Freitagspredigt. Der Ort hatte in jener Zeit die größte muslimische Gemeinde dieses Staates. Es gab nicht eine Muslima unter ihnen, keine Heirat und keine Beerdigung wurde veranstaltet, dies kennzeichnete die relativ junge, unverheiratete und wechselnde Gemeinde. Die Muslime hatten lediglich eine mit Lehm gebaute und mit einer Blechverdachung gedeckte Moschee. Rassismus gegen die afghanischen Kameltreiber war weit verbreitet und es gab Berichte über unaufgeklärte Tötungen und Folterungen von Kamelen der Afghanen.
Die gesamte muslimische Gemeinde zog mit dem Niedergang der Stadt vermutlich nach Perth, der aufstrebenden Hauptstadt des neuen Bundesstaates.

## Gegenwart

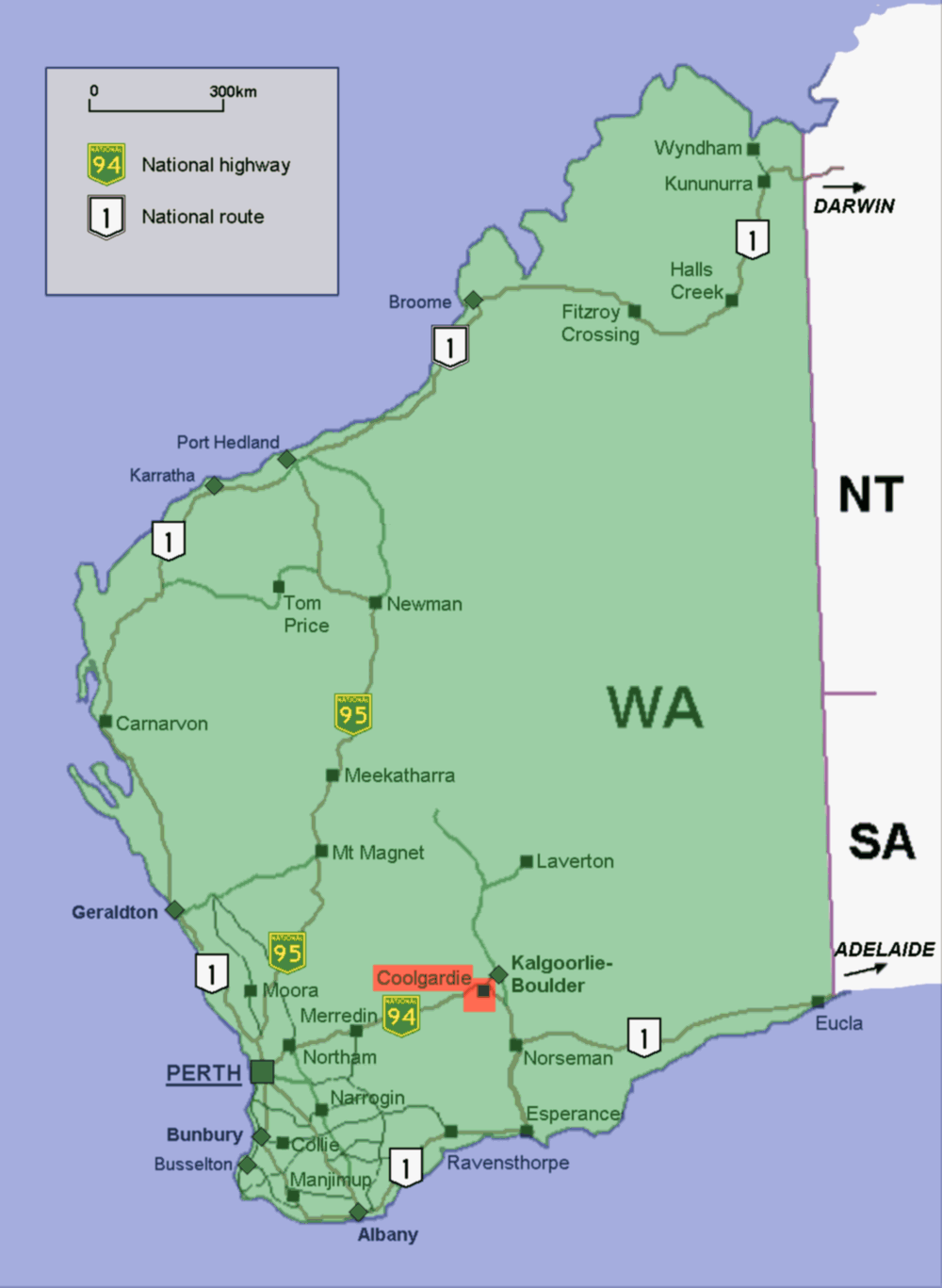
Die Lage von Coolgardie in Western Australia (rot)

In Coolgardie findet jährlich der „Coolgardie Day“ während der Kalgoorlie-Race Round-Saison statt. An diesem Tag werden Attraktionen aus der Stadt und der Minen dargeboten. Seit kurzem werden die Coolgardie-Rockdrilling-Championships durchgeführt, bei dem sich die Bergarbeiter in einem Wettbewerb messen, indem sie einen Felsen mit einem druckluftbetriebenen Schlagbohrhammer nach Zeit durchbohren. An diesem Wettbewerb nehmen auch bekannte Champions der australischen Holzhackerwettbewerbe teil.
Coolgardie ist heute wieder das Zentrum einer Verwaltung, der Shire of Coolgardie. Mehrsprachige historische Erklärungen sind in der Stadt angebracht, um die Touristen über bedeutende Plätze zu informieren. Es gibt einige Museen, ein Besucherzentrum, den alten Bahnhof und die dem Nationalen Trust von Australien gehörende Warden Finnerty's Residence.

## Straßen
Der Great Eastern Highway und der National Highway 94 führen durch die Stadt als Bayley-Straße, die nach dem ersten Goldentdecker in der Stadt-Region Arthur Bayley benannt ist. Im Osten der Stadt wechselt der Highway 94 in den Coolgardie-Esperance Highway, der weiter nach Norseman führt, der Ausgangsstation zur Durchquerung der Nullarbor Plains.
Der Transwa-Prospector-Zug hält 14 Kilometer nördlich der Stadt bei Bonnie Vale.

## Goldfelder
In den 1890er Jahren gab es in Coolgardie vier Goldfelder, die abgebaut wurden:
- Coolgardie Gold Field (1894)
- Östliches Coolgardie Gold Field (1894)
- Nördliches Coolgardie Gold Field (1895)
- Nordöstliches Coolgardie Gold Field (1896)

Trotz des Niedergangs der Kalgoorlie-Region gibt es noch eine Minen-Registratur in Coolgardie.

## Persönlichkeiten
- Victor Streich (1863–1905), Geologe, Forschungsreisender
- Frank Kneebone (1905–2004), Politiker